# Plestiodon popei
Plestiodon popei es una especie de escincomorfos de la familia Scincidae.

## Distribución geográfica
Es endémica de la provincia de Fujian (China).